# Junji Nishizawa
Junji Nishizawa (西澤 淳二?, Nishizawa Junji; Tokyo, 10 maggio 1974) è un ex calciatore giapponese, di ruolo difensore.